# Primeira leitura
A Primeira Leitura é o primeiro trecho bíblico lido na Missa durante a Liturgia da Palavra. É selecionada de algum livro do Antigo Testamento (na maior parte do ano litúrgico) ou do Atos dos Apóstolos (no Tempo Pascal). É precedida do Salmo Responsorial no Rito Romano da liturgia da Igreja Católica. Essa leitura encontra-se no livro litúrgico chamado Lecionário. 
A Primeira Leitura não pode ser suprimida e nem substituída por algum texto não-bíblico. Ela sempre terá alguma relação com o texto do Evangelho, tornando mais fácil a compreensão da mensagem por parte dos fiéis. 
A Primeira Leitura é encerrada com a exclamação: "Palavra do Senhor"  a qual a comunidade responde: "Graças a Deus".